# 葉歡
葉歡（英文：Augustine Yeh，1964年3月31日—），臺灣女歌手、女演員，基督徒。

## 生平
1981年葉歡主演台視《台視劇場－十一個女人》之單元〈小葉〉，首次登上螢幕。1987年葉歡加入飛碟唱片，推出首張專輯《因為愛你》以歌手身分出道，立即以其獨特歌聲與冷豔形象走紅。從1987年出道到1994年，葉歡在飛碟唱片一共推出8張原創專輯與1張精選集。葉歡歌手生涯的代表作有〈幾多深情幾多愁〉（葉歡最具代表性的作品）、〈全新的自己〉（鍾楚紅化妝品廣告主題曲）、〈你是我胸口永遠的痛〉（與王傑合唱，後來成為經典男女對唱曲）、〈放我的真心在你的手心〉（葉歡代表作）、〈人生如夢〉（創作人陳耀川第一首創作單曲）、〈記得我們有約〉、〈誰在秋天撿到我的心〉、〈你的寶貝〉（葉歡填詞）、〈鴛鴦錦〉、〈天天等天天問〉、〈讓我愛你到最後〉等。
後來葉歡專注演員事業，主演的連續劇《鹽田兒女》、《浪淘沙》都頗受好評，都分別獲得電視金鐘獎女主角獎提名。有著特殊憂鬱特質，冷冷地卻帶著一股親和力的葉歡，被樂評人封為屬於「秋天的歌手」。最能代表葉歡心境的代表作品要屬《幾多深情幾多愁》，曲中透露著濃濃秋意以及瀰漫深情的愁，讓人聽了恍如置身古典的紅樓夢境。葉歡凡事總是力求完美，個性柔中帶剛，又好打抱不平，如此替她贏得了「氣質歌后」的稱號。

## 戲劇作品

### 電視劇
| 年份   | 頻道 | 劇名                         | 飾演          | 备注         |
| 1981年 | 台視 | 《台視劇場－十一個女人》     | 小葉          | 单元女主角   |
| 1985年 | 台視 | 《無盡的愛》                 | 姍姍          |              |
| 1986年 | 華視 | 《幾度夕陽紅》               | 顧德美        |              |
| 1987年 |      | 《別愛陌生人》               |               |              |
| 1993年 | 中視 | 《夜來香》                   | 胡雅          |              |
| 1998年 | 公視 | 《鹽田兒女》                 | 王明月        |              |
| 1999年 | 民視 | 《狀元親家》                 | 林秀慧        | 第一女主角   |
| 1999年 | 民視 | 《富貴在天》                 | 王心慧        |              |
| 1999年 | 民視 | 《七世夫妻之梁山伯與祝英台》 | 冬梅          |              |
| 2001年 | 民視 | 《金枝玉葉》                 | 洪玉葉/蔡瓊美 | 第一女主角   |
| 2001年 | 大愛 | 《我們這一家》               | 許麗雲        |              |
| 2002年 | 民視 | 《超人氣學園》               | 葉欣          |              |
| 2003年 | 民視 | 《不了情》                   | 楊麗君/林清雲 | 第二女主角   |
| 2003年 | 民視 | 《青龍好漢》                 | 蕭淑婉        |              |
| 2003年 | 民視 | 《日正當中》                 | 林佳儀        |              |
| 2005年 | 民視 | 《浪淘沙》                   | 丘雅信        | 第一女主角   |
| 2005年 | 民視 | 《意難忘》                   | 李千惠        | 女配角       |
| 2006年 | 民視 | 《再生緣》                   | 洪玉瑛        | 第二女主角   |
| 2009年 | 民視 | 《娘家》                     | 李淑華        |              |
| 2011年 | 民視 | 《夜市人生》                 | 賴玉華        |              |
| 2014年 | 民視 | 《龍飛鳳舞》                 | 高麗君        | 第二女主角   |
| 2016年 | 民視 | 《春花望露》                 | 李蔡秀女      | 第一代女主角 |
| 2022年 | 民視 | 《黃金歲月》                 | 黃美惠        |              |

## 電影
| 年份 | 片名                             | 飾演             | 備註 |
| 1981 | 《大笑將軍》                     | 首次客串舞蹈隊員 |      |
| 1986 | 《暗夜》                         |                  |      |
| 1987 | 《天崩地裂》(後改名《靈芝異形》) |                  |      |

## 音樂作品

### 個人專輯
| 發行日期   | 專輯名稱             | 唱片公司 | 曲目 |
| ---------- | -------------------- | -------- | --- |
| 1987年9月  | 同名專輯             | 飛碟唱片 | 曲目 1. 因為愛你 2. 全新的自己 3. 褪色的愛情 4. 有誰能明瞭 5. 夜色 6. 我想我應該走了 7. 讓那音樂不要停 8. 生日的清晨 9. 藍色的雨 10. 是你                                                           |
| 1988年4月  | 放我的真心在你的手心 | 飛碟唱片 | 曲目 1. 放我的真心在你手心 2. 別偷偷吻我 3. 人生如夢 4. 愛得太癡 5. 只要 6. 時間帶不走空間 7. 留話在風中 8. 悲傷的城市 9. 沈默取代我的笑顏 10. 一顆砂粒                                             |
| 1988年10月 | 記得我們有約         | 飛碟唱片 | 曲目 1. 記得我們有約 2. 多一點愛給自己 3. 意亂情迷 4. 夜街 5. 多說一點，說甜一點 6. 讓我愛你到最後 7. 真正的溫柔 8. 獨想 9. 第幾個冬天 10. 不眠的夜                                                 |
| 1989年11月 | 誰在秋天撿到我的心   | 飛碟唱片 | 曲目 1. 誰在秋天撿到我的心 2. 找個地方偷偷想你 3. 再見謊言 4. 和你的每一分時光 5. 最後一朵玫瑰 6. 幾多深情幾多愁 7. 就這樣離開我 8. 你的愛燒痛我的心 9. 被你遺忘的街 10. 不要皺著眉頭看我           |
| 1990年12月 | 珍惜我所有的感受     | 飛碟唱片 | 曲目 1. 別說再見 2. 多留一點愛 3. 帶年輕的心遠走高飛 4. 你會喜歡我的心 5. 深情的眼 6. 情願錯過 7. 流浪在風中 8. 多麼的難 9. 今生有你 10. 未了的夢                                                   |
| 1993年5月  | 一生美麗一次         | 飛碟唱片 | 曲目 1. 你的寶貝 2. 一生美麗一次 3. 你對誰都好就是對我不好 4. 只怕是一場夢 5. 兩心相繫 6. 我要給你一個家 7. 午夜12點10分 8. 大膽愛我 9. 重逢 10. 愛要愛的自然                                       |
| 1993年11月 | 葉歡精選 鴛鴦錦      | 飛碟唱片 | 曲目 1. 鴛鴦錦 2. 記得我們有約 3. 人生如夢 4. 你的寶貝 5. 我要給你一個家 6. 幾多深情幾多愁 7. 放我的真心在你的手心 8. 你是我胸口永遠的痛 9. 全新的自己 10. 因為愛你 11. 讓我愛你到最後 12. 別說再見 |
| 1994年5月  | 你讓我悲傷又歡喜     | 飛碟唱片 | 曲目 1. 天天等天天問 2. 你讓我悲傷又歡喜 3. 離開我會不會放不下 4. 留著淚不哭 5. 偷心 6. 愛你一生夠不夠 7. 女人心 8. 世界不該有感情 9. 懸崖邊緣 10. 我只是一個女人                                   |
| 1994年10月 | 愛瘋了               | 飛碟唱片 | 曲目 1. 且留新月共今宵 2. 有人笑我 3. 愛讓我像個小朋友 4. 頭髮 5. 心疼我 6. 筆記 7. Sleepwalk 8. 難題 9. 愛的宣言 10. Princess New Moon(演奏曲)                                                     |

### 合輯
- 1988年 美就是心中有愛 (飛碟唱片)〈1988中姐選拔特別專輯〉
- 1988年 把愛找回來
- 1989年 歷史的傷口〈六四天安門紀錄合輯〉
- 1993年 梅花三弄(飛碟唱片)〈瓊瑤電視劇主題曲合集單曲「鴛鴦錦」〉
- 1994年 兩個永恆(飛碟唱片)（單曲「且留新月共今宵」）
- 1995年 相親相愛(飛碟唱片)〈飛碟歌手合唱專輯〉
- 2003年 雨生歡禧城(豐華唱片)（單曲「風留給春天」）

### 單曲
- 1987年 尋找自己的陽光(飛碟唱片)〈電影『苦兒流浪記』主題曲〉
- 1988年 你是我胸口永遠的痛(飛碟唱片)〈(王傑&葉歡）〉
- 1990年 無怨的風〈李壽全&葉歡首次合作（電影「雙鐲」主題曲），從未發行〉
- 1993年 歲月真情(飛碟唱片)〈鐘鎮濤 、張雨生、伊能靜、葉歡合唱〉
- 1997年 敞開你的心〈國際生命線主題曲“關德輝創作，葉歡友情先錄版〉
- 2001年 金枝玉葉〈民視八點檔“金枝玉葉”主題曲〉，一代佳人〈“金枝玉葉”片尾曲〉
- 2009年 台灣我愛你〈「台灣我愛你--88重建家園」EP〉，22位藝人錄製了「台灣我愛你」EP並拍攝MV，為88水災募款〉

### 其他
- 1992年 教我一點點(EMI唱片)〈唐娜演唱，首次公開發表詞作〉
- 1993年 鬼丈夫電視原聲帶 〈瓊瑤電視劇，演唱單曲「鴛鴦錦」〉
- 1998年 鹽田兒女電視原聲帶〈公視發行，葉歡口白演出〉
- 2005年 浪淘沙電視原聲帶（合唱、獨唱單曲「浪淘人生」）
- 2018年5月 紡綞蟲的記憶戲劇原聲帶（與范瑋琪合唱片尾曲「記憶の歌」、獨唱插曲「三日情」）

### 發行過的音樂錄影帶
- 1993年5月 你的寶貝
- 1993年7月 我要給你一個家〈與郭名虎合拍〉
- 1993年11月 鴛鴦錦〈鬼丈夫電視主題曲〉
- 1994年6月 你讓我悲傷又歡喜
- 1994年6月 天天等天天問〈姜育恆，葉歡〉
- 1994年11月 且留新月共今宵〈新月格格電視主題曲〉
- 1994年11月 筆記
- 1995年 相親相愛

## 主持作品
| 年份 | 頻道           | 節目名         | 備註               |
| 1993 | 無線衛星電視台 | 《星光大道》   |                    |
|      | 三立電視       | 《台北午夜場》 |                    |
|      | 太陽衛視       | 《美夢成真》   | 1998拍攝，共37小時 |
|      | 佛光衛視       | 《約會在早晨》 |                    |

## 廣告
- 花王HITO 洗面乳　
  - 1988廣告曲為「放我的真心在你的手心」
  - 1989廣告曲為「和你的每一分時光」
- 裕隆汽車
- 天夢蠶絲蛋白保養品

## 舞台劇
- 2019年7月  女人心〈首登劇場演唱主題曲〉

## 獎項紀錄

### 金馬獎
| 年份   | 頒獎典禮     | 獎項名稱           | 作品     | 結果 | 備註                   |
| 1988年 | 第25屆金馬獎 | 《最佳電影歌曲獎》 | 人生如夢 | 提名 | 電影《傾城之戀》主題曲 |

### 金曲獎
| 年份   | 頒獎典禮    | 獎項名稱                      | 作品               | 結果 | 備註 |
| 1989年 | 第1屆金曲獎 | 《最佳年度歌曲獎》            | 記得我們有約       | 提名 |      |
| 1990年 | 第2屆金曲獎 | 《最佳錄音獎》                | 誰在秋天撿到我的心 | 提名 |      |
| 1990年 | 第2屆金曲獎 | 《最佳單曲歌唱錄影帶影片獎 》 | 誰在秋天撿到我的心 | 獲獎 |      |

### 金鐘獎
| 年份   | 頒獎典禮     | 獎項名稱                 | 作品     | 結果 | 備註                                 |
| 1999年 | 第34屆金鐘獎 | 《最佳女主角獎 》        | 鹽田兒女 | 提名 | 榮獲電研會評選為八十八年度優質連續劇 |
| 2005年 | 第40屆金鐘獎 | 《(連續劇)最佳女主角獎》 | 浪淘沙   | 提名 |                                      |

### 亞洲電視節
| 年份   | 頒獎典禮         | 獎項名稱          | 作品   | 結果 | 備註 |
| 2005年 | 第10届亚洲电视节 | 《最佳女主角獎 》 | 浪淘沙 | 提名 |      |
| 2005年 | 第10届亚洲电视节 | 《評審團推薦獎》  | 浪淘沙 | 獲獎 |      |

## 外部連結
- 葉歡的Facebook專頁
- 葉歡在互联网电影资料库（IMDb）上的資料（英文）
- 葉歡在香港影庫上的簡介
- 葉歡 (AUGUSTINE Yeh)的歷年專輯與介紹 - KKBOX （页面存档备份，存于）
- 華文影史庫 葉歡 簡介 （页面存档备份，存于）